# Parafia św. Bartłomieja i Opieki Najświętszej Maryi Panny w Gdańsku
Parafia św. Bartłomieja i Opieki Najświętszej Maryi Panny – parafia greckokatolicka z siedzibą w Gdańsku. Parafia należy do eparchii olsztyńsko-gdańskiej i znajduje się na terenie dekanatu gdańskiego.

## Historia parafii
Parafia greckokatolicka pw. św. Bartłomieja i Opieki Najświętszej Maryi Panny funkcjonuje od 1957 r., księgi metrykalne prowadzone są od 1981 r.

## Proboszczowie
- ks. Bazyli Hrynyk (1957–1968)
- ks. Michał Werhun (1968–1981)
- ks. Michał Bundz (1981–1990)
- Jakub Madzelan (studyta, 1990–1991)
- ks. Andrzej Sroka (1991–1992)
- ks. Bogdan Drozd (1992–1995)
- ks. Rostysław Prociuk (1995–1997)
- ks. mitrat Józef Ulicki od (1997)